# Mireukdo
Mireukdo är en ö  i staden Tongyeong i provinsen Södra Gyeongsang i den södra delen av Sydkorea, 300 km sydost om huvudstaden Seoul. Den norra delen är en del av centrala Tongyeong och består av stadsdelarna Bongpyeong-dong och Misu-dong (6,3 kvadratkilometer med cirka 23 000 invånare). Resten av ön (32,5 kvadratkilometer) tillhör administrativt köpingen Sanyang-eup med cirka 4 500 invånare på Mireukdo. Ön har två broförbindelser och en tunnelförbindelse med fastlandet.